# District de Sarlahi
Le district de Sarlahi (en népalais : सर्लाही जिल्ला) est l'un des 77 districts du Népal. Il est rattaché à la province de Madhesh. La population du district s'élevait à 242 229 habitants en 2011.

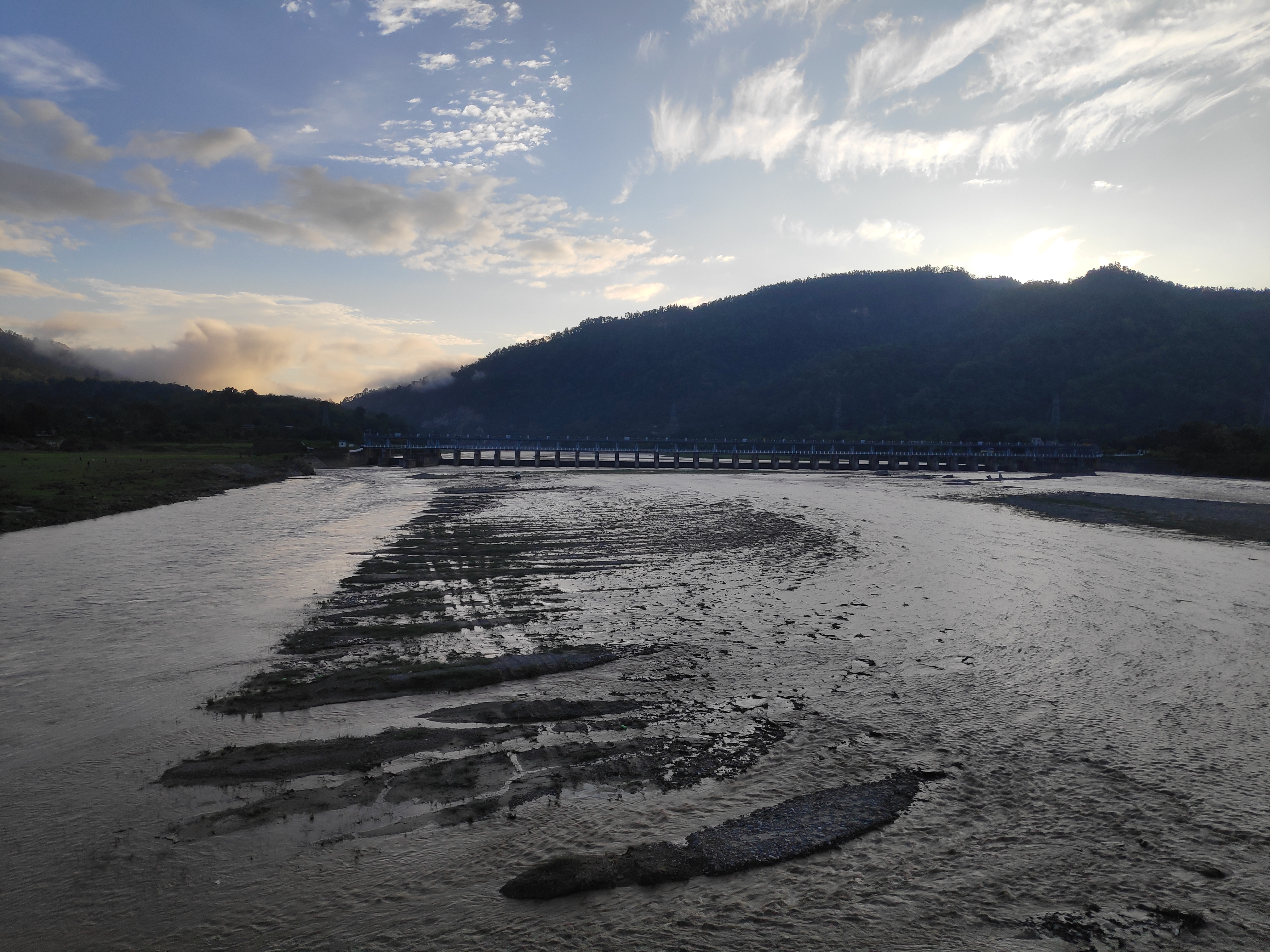
Rivière Bagmati à Sarlahi

## Histoire
Il faisait partie de la zone de Janakpur et de la région de développement Centre jusqu'à la réorganisation administrative de 2015 où ces entités ont disparu.

## Subdivisions administratives
Le district de Sarlahi est subdivisé en 20 unités de niveau inférieur, dont 11 municipalités et 9 gaunpalikas ou municipalités rurales.
| #  | Nom           | Nom en népalais | Type         | Population (2011) | Superficie (km2) |
| -- | ------------- | --------------- | ------------ | ----------------- | ---------------- |
| 1  | Ishwarpur     | ईश्वरपुर          | municipalité | 59 986            | 163,83           |
| 2  | Malangwa      | मलंगवा            | municipalité | 46 516            | 30,44            |
| 3  | Lalbandi      | लालबन्दी           | municipalité | 59 395            | 238,5            |
| 4  | Haripur       | हरिपुर            | municipalité | 37 351            | 66,86            |
| 5  | Haripurva     | हरिपुर्वा           | municipalité | 36 042            | 30,5             |
| 6  | Hariwan       | हरिवन            | municipalité | 43 924            | 86,12            |
| 7  | Barathawa     | बरहथवा           | municipalité | 69 822            | 107,05           |
| 8  | Balra         | बलरा             | municipalité | 45 194            | 48,55            |
| 9  | Godeta        | गोडैटा             | municipalité | 47 687            | 48,62            |
| 10 | Bagmati       | बागमती            | municipalité | 40 399            | 101,18           |
| 11 | Kavilasi      | कविलासी            | municipalité | 42 336            | 48,11            |
| 12 | Chakraghatta  | चक्रघट्टा          | gaunpalika   | 27 952            | 25,14            |
| 13 | Chandra Nagar | चन्द्रनगर         | gaunpalika   | 33 328            | 47,5             |
| 14 | Dhankaul      | धनकौल            | gaunpalika   | 24 788            | 45,94            |
| 15 | Brahmapuri    | ब्रह्मपुरी          | gaunpalika   | 29 832            | 33,89            |
| 16 | Ramnagar      | रामनगर           | gaunpalika   | 28 727            | 26,44            |
| 17 | Vishnu        | विष्णु             | gaunpalika   | 24 748            | 28,09            |
| 18 | Kaudena       | कौडेना             | gaunpalika   | 26 085            | 25,33            |
| 19 | Parsa         | पर्सा             | gaunpalika   | 21 650            | 23,12            |
| 20 | Basbaria      | बसबरीया           | gaunpalika   | 23 568            | 29,42            |